# Pterophorus spissa
Pterophorus spissa là một loài bướm đêm thuộc họ Pterophoridae. Nó được tìm thấy ở Cộng hòa Congo, Cộng hòa Dân chủ Congo, Ghana và Nigeria.